# Lukáš Provod
Lukáš Provod (* 23. říjen 1996 Plzeň) je český profesionální fotbalista, který hraje na pozici ofensivního záložníka za český klub SK Slavia Praha a za český národní tým.

## Klubová kariéra

### Viktoria Plzeň
Provod je odchovancem plzeňské Viktorie. V A-týmu se nedokázal prosadit, a tak v létě 2016 odešel na dvouleté hostování do druholigového Sokolova.

#### Baník Sokolov (hostování)
V dospělém fotbale Provod debutoval 30. července 2016, kdy odehrál celé utkání prvního kola českého poháru proti Mariánským Lázním, při výhře 6:1 se jednou střelecky prosadil. V druhé lize si odbyl svůj debut 6. srpna, a to při remíze 2:2 s Vlašimí. 24. srpna Provod skóroval při prohře 1:2 se Zápy ve druhém kole MOL Cupu a o tři dny později vstřelil i svůj první ligový gól, tentokráte do sítě Pardubic při remíze 1:1. Během sezóny 2016/17 nastoupil Provod dohromady do 29 soutěžních utkání, ve kterých vstřelil 4 branky a pomohl Sokolovu se udržet v druhé lize.
V průběhu podzimu roku 2017 patřil Provod ke stabilním členům základní sestavy Sokolova. V 15. kole sezóny ale utrpěl zranění kotníku, které mu předčasně ukončilo sezónu.

#### Návrat do Plzně
Po vyléčení zranění se Provod vrátil do kádru Plzně. Od září 2018 nastupoval pravidelně v rezervním týmu a na začátku kalendářního roku 2019 požádal klub o odchod na další hostování.

#### České Budějovice (hostování)
V únoru 2019 odešel Provod na hostování do druholigových Českých Budějovic. Na jihu Čech pravidelně nastupoval v základní sestavě, odehrál 13 zápasů a vstřelil 2 góly, kterými pomohl klubu k postupu do Fortuna Ligy.
Provodovo hostování bylo v létě 2019 prodlouženo, a tak si 14. července odbyl svůj debut v české nejvyšší soutěži v dresu českobudějovického Dynama v utkání proti Opavě. O týden později gólem a asistencí rozhodl o výhře 2:0 na půdě Slovácka. 29. července asistoval na branku Ivana Schranze a podílel se na překvapivé remíze 2:2 s pražskou Spartou. V sezóně 2019/2020 odehrál v Dynamu jen 7 zápasů, ještě v září bylo jeho hostování na jihu Čech předčasně ukončeno, protože o jeho služby projevila zájem pražská Slavia.

### Slavia Praha

#### Sezóna 2019/20
V září 2019 odešel Provod na půlroční hostování s opcí do pražské Slavie. Svůj debut v novém angažmá si odbyl 14. září; v utkání proti Slovácku zároveň vstřelil svůj první gól ve slavistickém dresu a přispěl k výhře 3:0. O tři dny později debutoval také v pohárové Evropě, když naskočil do závěru utkání základní skupiny Ligy mistrů proti Interu Milán. Pod trenérem Jindřichem Trpišovským nastupoval ze začátku sezóny pravidelně jako střídající hráč. V lednu 2020 bylo jeho hostování automaticky přeměněno v trvalý přestup. Na jaro se z Provoda stal stabilní člen základní sestavy, odehrál dohromady 24 soutěžních utkání a dvěma ligovými brankami přispěl k zisku ligového titulu.

#### Sezóna 2020/21
Provod začal sezónu 2020/21 jako jeden z klíčových hráčů pražského celku. 29. srpna gólem a asistencí rozhodl o výhře 3:0 nad Příbramí. Další branku přidal 26. září v utkání proti Slovácku (výhra 3:0) a 22. října poprvé skóroval v evropských pohárech při prohře 1:3 s Hapoelem Beer Ševa v utkání základní skupiny Evropské ligy. Se Slavií se Provodovi podařilo postoupit ze základní skupiny do jarní vyřazovací fáze. 25. února gólem přispěl k výhře 2:0 nad anglickým Leicesterem City a k postupu do osmifinále soutěže. Slavia došla až do čtvrtfinále, ve kterém nestačila na londýnský Arsenal. Provod patřil mezi nejlepší hráče ligy v sezóně a byl blízko povolání na EURO 2021, v květnu 2021 si však vážně poranil koleno a téměř na celý rok vypadl z kádru pražského klubu. I přesto slavil se Slavií zisk domácího double, 20. května pražský celek porazil ve finále českého poháru Viktorii Plzeň 1:0. Na konci sezóny byl Provod zvolen nejlepším záložníkem v české lize a na slavnostním galavečeru byl také zvolen nejlepším hráčem sezony české první ligy. Zároveň byl Provod zařazen do výběru 23 nejlepších hráčů uplynulého ročníku Evropské ligy. Dne 29. května 2021 Provod prodloužil s mistrovskou Slavií smlouvu do roku 2026.

#### Sezóna 2021/22
Provod se vrátil na ligové trávníky až 20. března 2022, kdy se objevil v základní sestavě Slavie v utkání proti Českým Budějovicím. 10. dubna dvěma brankami, prvními od svého návratu po zranění, rozhodl o výhře 4:0 nad Pardubicemi a přiblížil Slavii k obhajobě ligového titulu. 20. dubna gólem přispěl k výhře 3:0 nad Zlínem. V závěru sezóny ale Slavia několikrát ztratila body, a tak skončila na konečné druhé příčce za plzeňskou Viktorií. Provod v sezóně odehrál 6 utkání a vstřelil 3 branky.

#### Sezóna 2022/23
V sezóně 2022/23 přišel Provod o své místo v základní sestavě pražského celku. Na začátku září se dvakrát gólově prosadil (při výhře 6:0 nad Teplicemi a při remíze 1:1 se Slováckem), jednalo se ale o jeho jediné dva góly v celé sezóně. Se Slavií se mu nepodařilo postoupit ze základní skupiny Konferenční ligy a v lize skončila Slavia na druhé příčce za Spartou. 3. května Provod nastoupil do finálového utkání českého poháru proti Spartě a po vítězství 2:0 se radoval ze zisku pohárové trofeje. Provod nastoupil do 30 soutěžních utkání, vstřelil 2 branky a přidal 2 asistence.

#### Sezóna 2023/24
Provod začal sezónu 2023/24 v základní sestavě, trenér Trpišovský jej stavěl na levý kraj zálohy. V úvodních čtyřech kolech vstřelil jednu branku a na svém kontě měl i tři asistence, čímž vyrovnal celou předchozí sezónu. 13. srpna vedl Slavii poprvé jako kapitán, a to do ligového utkání proti Mladé Boleslavi. Se Slavií postoupil do základní skupiny Evropské ligy, v níž 30. listopadu asistoval na rozhodující branku Muhameda Tijaniho v utkání proti Šeriffu Tiraspol; zápas skončil vítězstvím pražského klubu 3:2, díky kterému Slavia postoupila do jarní vyřazovací fáze. 14. března nestačila Slavia v osmifinále na italský AC Milán a po výsledcích 2:4 a 1:3 ze soutěže vypadla. Provod skončil se Slavií v lize na druhé příčce, odehrál 42 soutěžních utkání s bilancí 3 branek a 11 asistencí.

## Reprezentační kariéra
Provod byl poprvé povolán do české reprezentace v září 2020 na utkání proti Slovensku a Skotsku. Ke svému prvnímu reprezentačnímu zápasu nastoupil 4. září 2020 v Bratislavě v utkání proti Slovensku (výhra 3:1).
Svůj první reprezentační gól vstřelil 27. března 2021 v Praze v utkání proti Belgii (remíza 1:1), podle žebříčku FIFA tehdy nejlepšímu týmu světa. V reprezentaci se propracoval do základní sestavy trenéra Jaroslava Šilhavého, o mistrovství Evropy v létě 2021 jej připravilo vážné zranění kolene.
Do reprezentace se Provod nadobro vrátil až v červnu 2023. 20. června vstřelil svůj druhý reprezentační gól, tentokráte do sítě Černé Hory při výhře 4:1.
V létě 2024 byl Provod nominován na závěrečný turnaj EURO 2024. 18. června se Provod střelecky prosadil v utkání proti Portugalsku, favorité ale nakonec v závěru utkání otočili a zvítězili 2:1. Provod odehrál i následující dvě utkání v základní skupině, Češi však získali jen dva body a nepostoupili do vyřazovací fáze.

## Ocenění

### Klubová

#### Dynamo České Budějovice
- 2. česká liga: 2018/19

#### Slavia Praha
- 1. česká liga: 2019/20, 2020/21
- MOL Cup: 2020/21, 2022/23

### Individuální
- Sestava sezóny Evropské ligy UEFA: 2020/21
- Nejlepší hráč české nejvyšší soutěže: 2020/21
- Nejlepší záložník české nejvyšší soutěže: 2020/21